# Leptochelia forresti
Leptochelia forresti is een naaldkreeftjessoort uit de familie van de Leptocheliidae. De wetenschappelijke naam van de soort is voor het eerst geldig gepubliceerd in 1896 door Stebbing.